# Джаббаров, Юнис Гусейн оглы
Юнис Гусейн оглы Джаббаров (1916—1953) — советский деятель сельского хозяйства, Герой Социалистического Труда

## Жизнь
Юнис Джаббаров родился в 1916 году в Шарурском районе Нахичеванской Автономной Республики (Нахичеванская АССР) в селе Дарвишляр. Получив среднее образование в родном селе, поступил в Азербайджанский Институт Народного Хозяйства и в 1940 году окончил его с отличием. 
Участник Великой Отечественной войны.
В 1943—1952 годах работал начальником отдела в Исполнительном Комитете Агсуинского района, позже был назначен министром сельского хозяйства Нахичеванской АССР. В период работы на должности министра, Джаббаров достиг высоких трудовых показателей в сфере зерноводства, и внес не малый вклад в развитие этой отрасли. 
Скончался в 1953 году в Москве, перевезен и похоронен на Родине (Нахичеванской АР).

## Награды
За достижение высочайших трудовых показателей в сфере зерноводства 10 марта 1948 года награждён звездою Героя Социалистического Труда. А также за участие в Великой Отечественной войне награждён орденами и медалями.

## Память
В Бабекском районе Нахичеванской Автономной Республики действовал совхоз имени Юниса Джаббарова. А также с целью увековечить имя героя, одной из улиц в городе Нахичевань присвоено имя Юниса Джаббарова.